# Michellie Jones
Michellie Yvonne Jones (Fairfield, 6 september 1969) is een professioneel triatlete uit Australië. Ze nam eenmaal deel aan de Olympische Spelen en won bij die gelegenheid een zilveren medaille.
Jones deed mee aan de Olympische Zomerspelen 2000 van Sydney en haalde daar een zilveren medaille in een tijd 2:00.42,55.
In 2005 werd ze tweede op de Ironman Hawaï achter Natascha Badmann. In het jaar 2006 wist ze wel de Ironman Hawaï op haar naam te schrijven in een tijd van 9:18.31. Met name met het zwemmen maakte ze deze wedstrijd het verschil met haar Amerikaanse achtervolger Desiree Ficker, die in 09:24.02 over de finish kwam.
Ze is aangesloten bij Cronulla Triathlon Club.

## Titels
- Wereldkampioene triatlon op de Ironman-afstand - 2006
- Wereldkampioene triatlon op de olympische afstand - 1992, 1993

## Prijzen
- ITU wereldbeker triatlon - 1998, 2000

## Belangrijkste prestaties

### triatlon
olympische afstand
- 1991:  WK olympische afstand in Gold Coast - 2:02.49
- 1992:  WK olympische afstand in Huntsville - 2:02.08
- 1993:  WK olympische afstand in Manchester - 2:07.41
- 1995:  Escape from Alcatraz Triathlon - onbekende tijd
- 1995:  St. Croix Triathlon - onbekende tijd
- 1995:  Laguna Phuket Triathlon - 2:41.19
- 1996:  St. Croix Triathlon - onbekende tijd
- 1997:  Escape from Alcatraz Triathlon - onbekende tijd
- 1997:  WK olympische afstand in Perth - 2:00.48
- 1998:  WK olympische afstand in Lausanne - 2:08.03
- 1998:  Escape from Alcatraz Triathlon - onbekende tijd
- 1999:  Escape from Alcatraz Triathlon - onbekende tijd
- 1999: 4e WK olympische afstand in Montreal - 1:56.19
- 2000:  Escape from Alcatraz Triathlon
- 2000:  WK olympische afstand in Perth - 1:55.25
- 2000:  Olympische Spelen in Sydney - 2:00.42,55
- 2001:  Escape from Alcatraz Triathlon
- 2001:  WK olympische afstand in Edmonton - 1:59.41
- 2002:  Escape from Alcatraz Triathlon
- 2002: 6e Gemenebestspelen in Manchester
- 2002: 4e WK olympische afstand in Cancún - 2:02.25
- 2003:  Pacific Coast International Triathlon Union race
- 2003:  WK olympische afstand in Queenstown - 2:08.06
- 2004:  Escape from Alcatraz Triathlon
- 2010: 4e Escape from Alcatraz Triathlon - 2:20.37

ironman 70.3
- 2004:  Ralph′s California Half-Ironman - 4:34.00
- 2006:  Ironman 70.3 Hawaï - onbekende tijd
- 2007:  Ironman 70.3 California - 3:58.24
- 2007:  Ironman 70.3 Hawaï - onbekende tijd
- 2007:  Ironman 70.3 Vineman - 4:21.30
- 2008:  Oliver Half Ironman - 4:33.54
- 2009:  Ironman 70.3 Rhode Island - 4:23.56
- 2009:  Ironman 70.3 Lake Stevens - 4:31.07
- 2009:  Ironman 70.3 Cancún - 4:41.48
- 2009: 6e WK Ironman 70.3 in  Clearwater - 4:08.17
- 2010:  Eagleman Ironman 70.3 - 4:28.25
- 2010:  Ironman 70.3 Cancún - 4:28.01

lange afstand
- 2004:  Ironman Florida - 9:28.54
- 2005:  Ironman Hawaï - 9:11.51
- 2006:  Ironman Arizona - 9:12.53
- 2006:  Ironman Hawaï - 9:18.31
- 2007: DNF Ironman Hawaï
- 2008:  Ironman Arizona - onbekende tijd
- 2009: DNFIronman Hawaï

1978 geen vrouwen ·
1979 Lyn Lemaire (enige vrouw) ·
1980 Robin Beck ·
1981 Linda Sweeney ·
1982 (feb.) Kathleen McCartney ·
1982 (okt.) Julie Leach ·
1983 Sylviane Puntous ·
1984 Sylviane Puntous ·
1985 Joanne Ernst ·
1986 Paula Newby-Fraser ·
1987 Paula Newby-Fraser ·
1988 Erin Baker ·
1989 Paula Newby-Fraser ·
1990 Erin Baker ·
1991 Paula Newby-Fraser ·
1992 Paula Newby-Fraser ·
1993 Paula Newby-Fraser ·
1994 Paula Newby-Fraser ·
1995 Karen Smyers ·
1996 Paula Newby-Fraser ·
1997 Heather Fuhr ·
1998 Natascha Badmann ·
1999 Lori Bowden ·
2000 Natascha Badmann ·
2001 Natascha Badmann ·
2002 Natascha Badmann ·
2003 Lori Bowden ·
2004 Natascha Badmann ·
2005 Natascha Badmann ·
2006 Michellie Jones ·
2007 Chrissie Wellington ·
2008 Chrissie Wellington ·
2009 Chrissie Wellington ·
2010 Mirinda Carfrae ·
2011 Chrissie Wellington ·
2012 Leanda Cave ·
2013 Mirinda Carfrae ·
2014 Mirinda Carfrae ·
2015 Daniela Ryf ·
2016 Daniela Ryf ·
2017 Daniela Ryf ·
2018 Daniela Ryf ·
2019 Anne Haug
1989: Erin Baker ·
1990: Karen Smyers ·
1991: Jo-Anne Ritchie ·
1992: Michellie Jones ·
1993: Michellie Jones ·
1994: Emma Carney ·
1995: Karen Smyers ·
1996: Jackie Gallagher ·
1997: Emma Carney ·
1998: Joanne King ·
1999: Loretta Harrop ·
2000: Nicole Hackett ·
2001: Siri Lindley ·
2002: Leanda Cave ·
2003: Emma Snowsill ·
2004: Sheila Taormina ·
2005: Emma Snowsill ·
2006: Emma Snowsill ·
2007: Vanessa Fernandes ·
2008: Helen Jenkins ·
2009: Emma Moffatt ·
2010: Emma Moffatt ·
2011: Helen Jenkins ·
2012: Lisa Nordén ·
2013: Non Stanford ·
2014: Gwen Jorgensen ·
2015: Gwen Jorgensen ·
2016: Flora Duffy ·
2017: Flora Duffy ·
2018: Vicky Holland ·
2019: Katie Zaferes ·
2020: Georgia Taylor-Brown ·
2021: Flora Duffy